# Stadtsparkasse Traiskirchen
Die Stadtsparkasse Traiskirchen AG war ein niederösterreichisches Bankunternehmen mit Sitz in Traiskirchen und Teil der Sparkassengruppe in Österreich. Sie entstand 1991 als Gemeindesparkasse. Die Sparkasse war Mitglied des Kooperations- und Haftungsverbundes der österreichischen Sparkassen und des Österreichischen Sparkassenverbands.

## Geschichte
In der Sitzung vom 31. Jänner 1991 beschloss der Gemeinderat der Stadtgemeinde Traiskirchen die Gründung einer eigenen Sparkasse. In den folgenden Jahren konnte sich die neugegründete Sparkasse als regionaler Finanzdienstleister im Einzugsgebiet positionieren. Die Sparkasse zog nach ihrer Gründung in ein neugebautes Gebäude am Hauptplatz, das 2002 erweitert wurde.
2001 erfolgte die Einbringung des Bankbetriebes der Sparkasse in eine Aktiengesellschaft, an der die Wiener Neustädter Sparkasse 71 % der Aktien hält. Die restlichen Aktien hält die Stadtgemeinde Traiskirchen. Die ursprünglich errichtete Anteilsverwaltungssparkasse wurde nach Übernahme der Aktienmehrheit durch die Wiener Neustädter Sparkasse liquidiert.
Die Sparkasse beteiligte sich an der Errichtung eines Musikpavillons im Stadtpark.
Nachdem die Wiener Neustädter Sparkasse im Jahr 2011 die restlichen Anteile der Sparkasse von der Stadtgemeinde Traiskirchen übernommen hatte, wurde die Stadtsparkasse Traiskirchen AG auf die Wiener Neustädter Sparkasse verschmolzen und erlosch damit als eigenständiges Institut.